# Afvalverbrandingsinstallatie

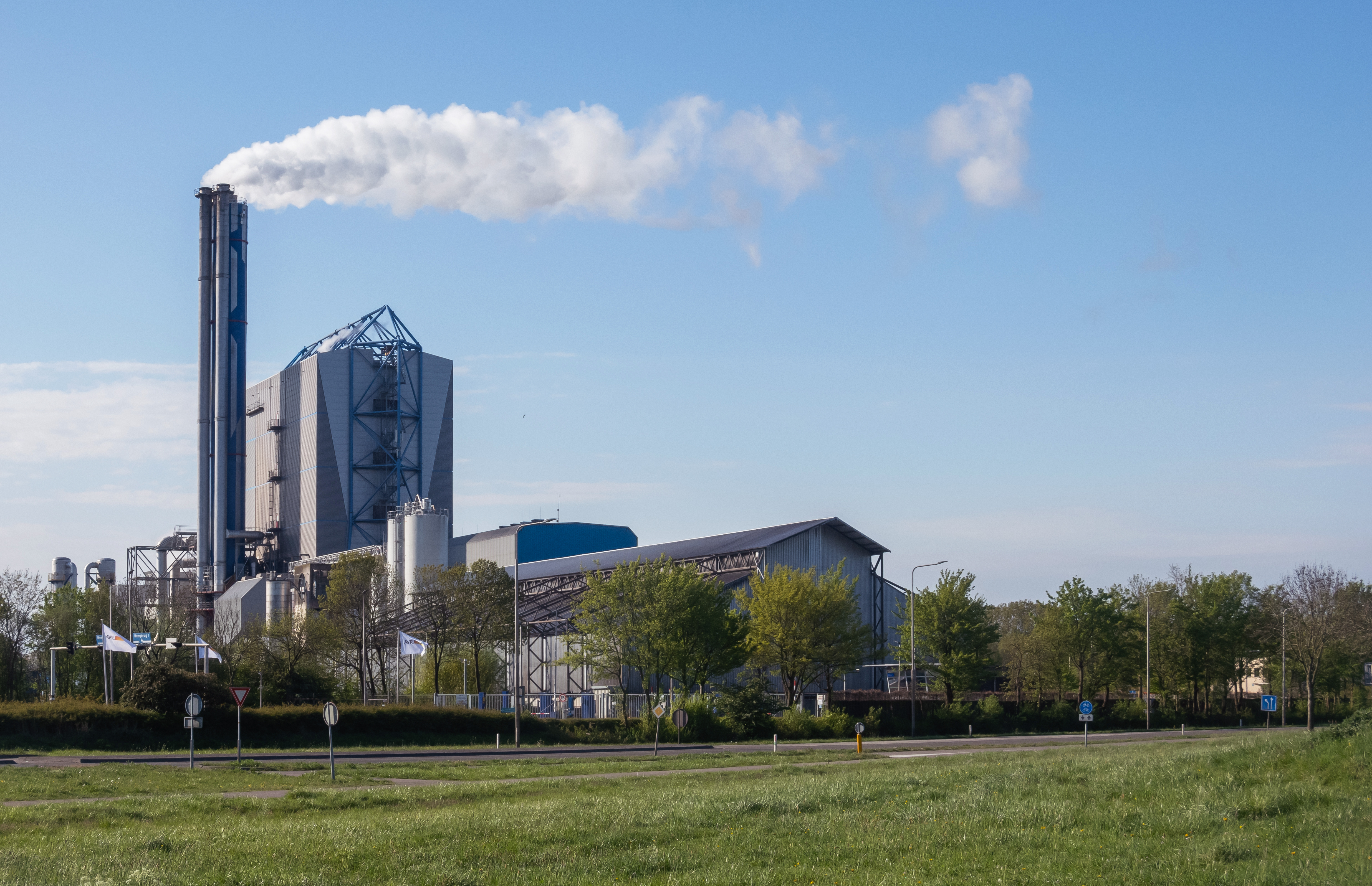
Duiven, AVR afvalverbranding

Een afvalverbrandingsinstallatie (AVI) of afvaloven is een installatie die specifiek bestemd is voor het verbranden van afval.

## Afvalverbranding
Afval dat niet hergebruikt of gerecycled kan worden, wordt gestort of verbrand. Storten op een vuilnisbelt is de minst duurzame oplossing, want het afval blijft onbenut liggen, tot het vergaat. Hierbij kan schade optreden aan het milieu, bijvoorbeeld bodemverontreiniging.
Bij afvalverbranding ontstaan ook schadelijke stoffen. Om die reden zijn de verbrandingsinstallaties uitgerust met uitgebreide gaszuiveringen voor de verwijdering van zuren, zoals waterstofchloride, waterstoffluoride, zwaveligzuur, stikstofoxides, en verder van stof, van zware metalen als lood, cadmium en kwik, en van organische stoffen zoals dioxines.
De vrijkomende verbrandingswarmte wordt aangewend voor warmtedistributie (stadsverwarming), in de industrie, of voor het opwekken van elektriciteit. Vaak wordt ook biomassa meegestookt. Zo werken de straatverlichting, tram en metro in Amsterdam op elektriciteit, opgewekt uit huishoudelijk restafval van deze stad. Na 2023 kunnen daar nog tienduizenden woningen worden voorzien van afvalverbrandingswarmte.
Niet al het afval is brandbaar. De restproducten, zoals vliegas en bodemas, worden grotendeels nuttig toegepast. Slechts een klein deel blijft over als restafval, en moet gestort worden. Vliegas wordt bijvoorbeeld gebruikt als vulstof in asfalt, en bodemas wordt gebruikt als ophoogmateriaal in de wegenbouw. Extra maatregelen zorgen ervoor dat de verontreiniging die in de bodemas zit niet in de grond terechtkomt. Zo wordt het, speciaal verpakt, verwerkt. Het voordeel is dat dit goedkoper is dan ophogen met zand.

## AVI's in Nederland en België
In Nederland staan AVI's in Alkmaar, Amsterdam, Coevorden/Emlichheim op de grens met Duitsland, Dordrecht, Duiven, Harlingen, Enschede / Hengelo, Moerdijk, Roosendaal, Rozenburg, Tilburg, Delfzijl, Weisweiler (grensstreek Duitsland nabij Heerlen), Weurt en Wijster. De installatie aan de Brielselaan in Rotterdam-Zuid is in 2010 gesloten.
In Vlaanderen staan afvalverbrandingsinstallaties in Beveren, Brugge, Eeklo, Gent, Harelbeke, Houthalen-Helchteren, Knokke, Oostende, Roeselare en Wilrijk. De installatie in Sint-Niklaas werd in december 2002 gesloten wegens niet toepassing van het voorzorgsprincipe. Ook de installatie te Menen is gesloten. Er was een afvalverbrandingsinstallatie gepland in Drogenbos en er is er een gepland in Kampenhout. In Brussel staat een installatie en in Wallonië staan installaties te Thumaide, Herstal, Virginal en Charleroi.

Afvalverbrandingsinstallaties in Nederland en België grensgebied (situatie 2007)

| Land | Locatie                                    | Naam                                               | Aantal stromen | Totale verwerkings-capaciteit [ton/dag] | Verwerkings-capaciteit [ton/jaar] (≥8000 uur/jaar) | Inbedrijfstelling (nieuwste lijn of retrofit) | Rookgasreiniging              |
| ---- | ------------------------------------------ | -------------------------------------------------- | -------------- | --------------------------------------- | -------------------------------------------------- | --------------------------------------------- | ----------------------------- |
| NL   | Alkmaar                                    | HVC-Alkmaar                                        | 4              | 1 992                                   | 664 000                                            | 2005                                          |                               |
| NL   | Amsterdam                                  | Afval Energie Bedrijf Amsterdam (AEB)              | 6              | 4 493                                   | 1 497 600                                          | 2007                                          | Wet scrubbers, electrofilter  |
| NL   | Delfzijl-Farmsum                           | EEW Energy from Waste Delfzijl B.V.                | 3              | 1 728                                   | 576 000                                            | 2019                                          | Bagfilter, SCR, bagfilter     |
| NL   | Dordrecht                                  | HVC-Dordrecht                                      | 3              | 900                                     | 356 000                                            | 2009                                          |                               |
| NL   | Duiven                                     | AVR (locatie Duiven)                               | 3              | 1 080                                   | 360 000                                            | 1990                                          |                               |
| NL   | Harlingen                                  | Reststoffenenergiecentrale (REC)                   | 1              | 672                                     | 224 000                                            | 2011                                          | Electrofilter, bagfilter, SCR |
| NL   | Enschede / Hengelo                         | Twence                                             | 3              | 1 656                                   | 571 320                                            | 2008                                          |                               |
| NL   | Moerdijk                                   | Attero Zuid (AZN)                                  | 4              | 3 029                                   | 1 045 005                                          | 2008                                          |                               |
| NL   | Roosendaal                                 | PreZero Energy Roosendaal                          | 4              | 1 267                                   | 422 400                                            | 2008                                          |                               |
| NL   | Rotterdam                                  | AVR-Brielselaan                                    | 0              | 0                                       | 0                                                  | gesloten                                      |                               |
| NL   | Rotterdam Botlek                           | AVR-Rozenburg                                      | 7              | 4 351                                   | 1 450 400                                          | 1992                                          |                               |
| NL   | Weurt                                      | Afvalverwerking Regio Nijmegen (ARN)               | 2              | 720                                     | 280 000                                            | 1995                                          | ESP, WET, SCR, FF             |
| NL   | Wijster                                    | Attero-Noord Essent Milieu                         | 3              | 1 728                                   | 576 000                                            | 1992                                          |                               |
| BE   | Antwerpen                                  | Indaver Antwerpen (Industrial and Hazardous Waste) | 2              | 336                                     | 112 000                                            |                                               | SD, FF, SCR ?                 |
| BE   | Brugge                                     | IVBO                                               | 3              | 648                                     | 223 560                                            | 1981                                          | Wet, FF, SCR                  |
| BE   | Brussel / Bruxelles, (Neder-Over-Heembeek) | L’incinérateur de Neder-Over-Heembeek              | 3              | 1 545                                   | 515 000                                            | 1999                                          | Wet                           |
| BE   | Doel                                       | Indaver Doel (Beveren)                             | 3              | 1 200                                   | 401 636                                            | 1997                                          | SNCR, SD, FF, Wet             |
| BE   | Eeklo                                      | IVM ov Balgerhoeke                                 | 2              | 300                                     | 100 000                                            | 2004                                          | ESP, SD, FF, SCR              |
| BE   | Gent                                       | IVAGO, gvba                                        | 2              | 288                                     | 100 000                                            | 2004                                          | SD, FF, Wet, SCR              |
| BE   | Harelbeke                                  | IMOG Harelbeke                                     | 2              | 195                                     | 67 870                                             | 2000                                          | ESP,Wet, FF, SCR              |
| BE   | Herstal                                    | Intradel Herstal                                   | 2              | 1 008                                   | 320 000                                            | 2009                                          | ESP, SCR, FF                  |
| BE   | Houthalen-Helchteren                       | Bionerga                                           | 1              | 270                                     | 100 000                                            | 1995                                          | ESP, SD, SCR                  |
| BE   | Oostende                                   | IVOO                                               | 2              | 240                                     | 65 000                                             | 1998                                          | ESP, SD,SCR                   |
| BE   | Pont-de-Loup                               | ICDI Charleroy                                     | 3              | 540                                     | 180 000                                            | 2005                                          | NO INFO                       |
| BE   | Roeselare                                  | MIROM Roeselare                                    | 2              | 192                                     | 62 000                                             | 1998                                          | ESP, FF, SCR                  |
| BE   | Sint-Niklaas                               | Intercomm. Huisvuilverwerking Midden-Waasland C.V  | 0              | 0                                       | 0                                                  | gesloten                                      |                               |
| BE   | Thumaide                                   | Centre de valorisation des déchets de Thumaide     | 4              | 931                                     | 322 000                                            | 2001                                          | SNCR, FF, Wet                 |
| BE   | Virginal                                   | UVE Virginal                                       | 2              | 348                                     | 116 000                                            | 2009                                          | ESP, SD, FF, SCR              |
| BE   | Westkappelle                               | Dalkia N.V., HVVI Knokke-Heist                     | 2              | 120                                     | 37 000                                             | (1995) gesloten?                              | SD, FF                        |
| BE   | Wilrijk                                    | ISVAG                                              | 2              | 432                                     | 135 000                                            | 1995                                          | ESP, SD, FF, Wet              |
| BE   | Doel                                       | Indaver Doel (Beveren) Fluidised beds              | 3              | 1 498                                   | 585 739                                            | 2006                                          |                               |